# .30 Carbine
.30 Carbine (7,62×33 мм) — унитарный патрон, разработанный в США во время Второй мировой войны для использования в лёгком карабине М1.
Патрон был создан в 1941 году на базе американского патрона .32 WSL (Винчестер самозарядный). По мощности он уступает промежуточным патронам, однако превосходит пистолетные, поэтому его затруднительно однозначно отнести к какому-либо конкретному типу. По мощности и конструкции он напоминает револьверные патроны «магнум». Помимо самого карабина, патрон .30 Carbine используется в ряде револьверов и пистолетов, таких, как Ruger Blackhawk или AMT AutoMag III.

## История
Использовавшийся американскими войсками во время Второй мировой войны винтовочный патрон .30-06 (7,62×63 мм) обладал излишней мощностью, так что автоматическое оружие под него с необходимостью приходилось выполнять массивным и крупногабаритным. Поэтому возникла идея создать менее мощный боеприпас и оружие под него, предназначенное для механиков-водителей, солдат вспомогательных подразделений, офицеров, а также других категорий военнослужащих, обычно не участвующих в общевойсковом бою, которых не было смысла вооружать «полноразмерной» винтовкой, — такое оружие, которое при сохранении достаточной эффективности в ближнем бою было бы достаточно лёгким и компактным, чтобы излишне не отягощать пользователя во время исполнения им своих основных должностных обязанностей.
В других странах в то время пошли по пути использования для этих целей пистолетов-пулемётов под имеющиеся на вооружении пистолетные патроны, но в США на тот момент не имелось однозначно удачной конструкции пистолета-пулемёта (принятый на тот момент на ограниченное вооружение ПП Томпсона был излишне тяжёл и весьма дорог в производстве), кроме того, опасались того, что дальность и точность огня из пистолета-пулемёта окажется недостаточной для решения некоторых боевых задач. Помимо этого, мощная экономика США, нисколько не пострадавшая в ходе уже шедшей к тому времени мировой войны, позволяла им успешно снабжать войска сразу тремя типами боеприпасов для лёгкого стрелкового оружия (винтовочными, пистолетными и «карабинными»), что на тот момент оставалось вне пределов досягаемости большинства других стран.
Решение о разработке подобного патрона было принято 1 октября 1940 года на встрече представителей коммерческих оружейных компаний с Комитетом обороны США.
Компания Winchester приступила к разработке патрона под обозначением .30 SR M-1 на основе своего старого патрона для охоты на мелкую и среднюю дичь — .32 WSL. К декабрю 1940 года была изготовлена опытная партия патронов со свинцовыми пулями массой 6,9 г в томпаковой оболочке. В январе и июне на испытания отправляются промышленные партии патронов по 50 000 штук в каждой, а осенью выпускается партия из 300 000 патронов с другим типом пороха.
30 октября 1941 года патрон принимается на вооружение армии США под обозначением Cartridge, Carbine Cal. .30 M-1. Однако совершенствование патрона на этом не закончилось, например, замена марки пороха, проведённая в апреле 1942 года, позволила увеличить начальную скорость пули на 10 %, однако попытки заменить материал гильзы с латуни на оцинкованную сталь или алюминий оказались безуспешными, как и разработка бронебойной пули для данного патрона.
Помимо серийных карабинов производства компании Winchester, — самозарядного М1 и автоматического М2, — сторонней фирмой Auto-Ordnance, выпускавшей пистолеты-пулемёты Томпсона, под этот патрон была в порядке эксперимента разработана так называемая «лёгкая винтовка» (Thompson Light Rifle). Это оружие в какой-то мере представляло собой аналог немецкого «штурмгевера», с упрощённой штампосварной конструкцией, адаптированной для массового выпуска. Но американских военных она не заинтересовала и так и осталась опытным образцом.
После окончания войны большое количество карабинов поступило в продажу на гражданском рынке. Из-за особенности баллистики пули патрон не заинтересовал охотников, однако приглянулся людям, увлекающимся спортивной стрельбой, а также полицейским.

## Дальнейшее использование патрона

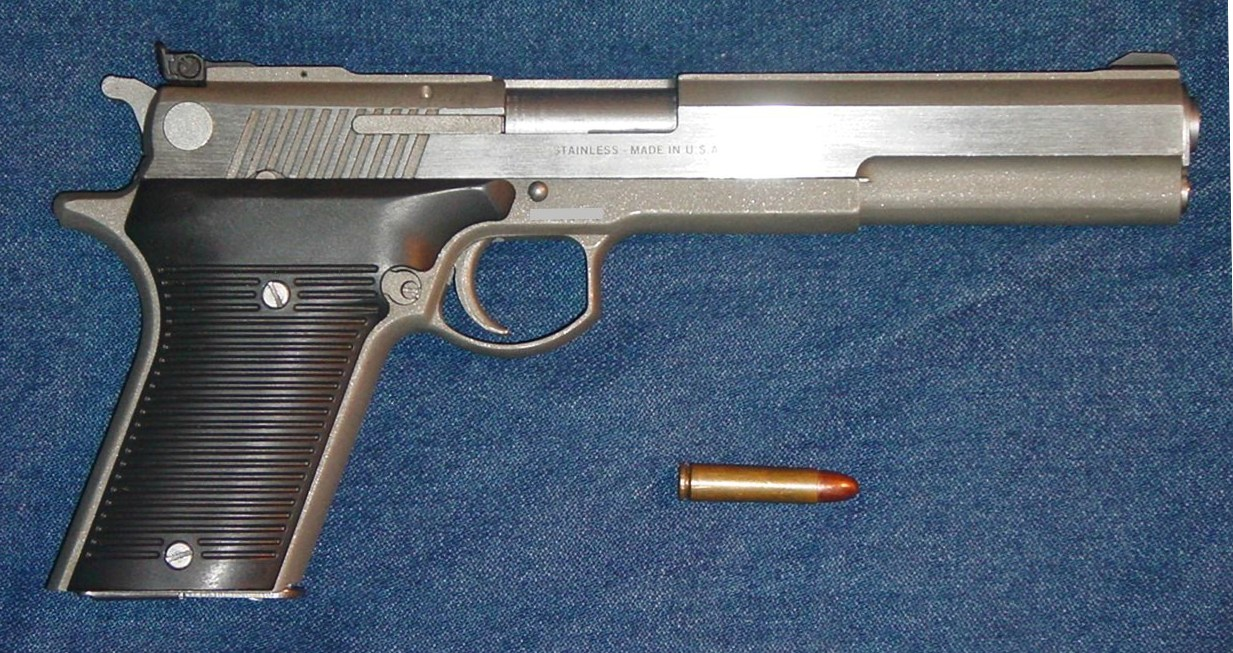
AutoMag III

Уже после окончания мировой войны в Доминиканской республике венгерским эмигрантом конструктором Паулем Кирали под патрон .30 Carbine был разработан автоматический карабин Cristobal M2. Его конструкция представляла собой любопытный гибрид двух систем — венгерского пистолета-пулемёта 39M, более ранней разработки самого Кирали (от него оружие унаследовало принцип действия автоматики с полусвободным затвором) и выпускавшегося в Доминикане по лицензии итальянского пистолета-пулемёта Beretta M1938 (от него оружие получило спусковой механизм с расположенными «тандемом» двумя спусковыми крючками, играющими роль селектора видов огня).
Кроме того, патрон .30 Carbine используется в ряде револьверов и пистолетов, таких как Ruger Blackhawk или AMT AutoMag III.
В 1994 году в Израиле под этот патрон был создан карабин Magal, конструкция которого основана на автомате Galil (вариант АК). С 2001 года из-за многочисленных жалоб эксплуатантов на низкую надёжность он был снят с вооружения. Между тем, оригинальный карабин М1 остаётся на вооружении израильской полиции и сил гражданской обороны.

## Номенклатура патронов
В номенклатуру патронов .30 Carbine помимо стандартного вошли также патроны с трассирующими пулями М-16 и Т-16 (со светящейся и дымной красными трассами соответственно), холостые, учебные, испытательные, а также патроны для метания винтовочных гранат.

## Страны-эксплуатанты
- США[1],
- Великобритания[1],
- Либерия[5],
- Эфиопия[6].

## Обозначения
Встречаются следующие обозначение патрона .30 Carbine:
- .30 Short,
- .30 Court,
- .30 Garand,
- .30-М1,
- US Carbine .30.